# 루도비코 에이나우디
루도비코 에이나우디(이탈리아어: Ludovico Einaudi, 1955년 11월 23일 ~ )는 이탈리아의 현대 음악 작곡가이자 피아노 연주자이다. 빙하 위의 피아니스트라는 별칭으로도 불린다.

## 약력
루도비코 에이나우디는 이탈리아의 토리노에서 태어났으며, 어렸을 때부터 어머니의 피아노 연주를 들으면서 자라왔다.
그는 밀라노의 밀라노 음악원에서 음악 강습을 받았으며, 1982년에 작곡 학위를 받았다.
같은 해, 루차노 베리오에게 강습을 받았으며, 탱글우드 음악제에서 장학금을 받았다.
밀라노의 음악 학교에서 공부를 끝마친 후, 그는 수년을 전통적인 형태의 음악을 작곡하였다.
1980년대 중반에 그는 좀 더 자신만의 음악 표현을 시도하기 위해, 무용과 멀티미디어 작품 시리즈를 만들었다.
그의 음악은 잔잔하고, 명상적이며 때때로 주관적이고, 간결하며 대중적이다.
그의 음악은 영화계에 큰 충격을 주었으며, 여러 국제 시상식에서 상을 수여받았다.
그의 아버지 줄리오 에이나우디는 유명한 출판업자이며, 그의 할아버지 루이지 에이나우디는 정치인으로 1948년에서 1955까지 이탈리아의 대통령을 지냈다.
그는 현재 이탈리아 피에몬테주의 포도원에서 거주하고 있다.

## 음악
나는 정의하는 것을 싫어하지만, '미니멀리즘'이

우아하고(elegance), 개방적인(openness) 음악을 지칭하는 단어라면,

나는 다른 어떤것들보다 미니멀리스트로 불리고 싶다.

그는 자신의 음악이 미니멀리즘 음악으로 불리는 것에 위와 같이 말하여, 자신의 음악이 특정한 장르에 구애받는것을 싫어하지만 미니멀리즘 음악으로 불리는것에 대해선 간접적으로 호의적임을 드러냈다. 그러나, 희소하게 사용되는 관현악과 단순한 멜로디에서 나오는 그만의 음악 스타일은 일반적인 미니멀리즘 운동의 전형과는 분명히 다르다.
그는 소니 뮤직 엔터테인먼트의 클래식 레이블인 소니 클래식과 음반 계약을 맺었으며, 그가 작곡한 Nuvole Bianche는 제임스 완의 영화 인시디어스에 실렸다.

## 음반 목록

### 정규
- Time Out (1988년)
- Stanze (1992년, 하프)
- Salgari (1995년)
- Le Onde (1996년, 피아노)
- Eden Roc (1999년, 피아노 및 현악기)
- I Giorni (2001년, 피아노)
- Diario Mali (2003년, 피아노, 하프)
- Una Mattina (2004년, 피아노, 첼로)
- Divenire (2006년, 피아노, 현악4중주)
- Nightbook (2009년, 피아노, 전자악기)
- In A Time Lapse (2013년, 피아노, 현악기)
- Taranta Project (2015년, 피아노, 전자악기, 관현악단, 첼로, 코라)
- Elements (2015년, 피아노, 전자악기, 관현악단)
- Seven Days Walking (2019년)
- 12 Songs From Home (2020년)
- Einaudi Undiscovered (2020년)
- Cinema (2021년)